# Tiphobiosis fulva
Tiphobiosis fulva är en nattsländeart som beskrevs av Tillyard 1924. Tiphobiosis fulva ingår i släktet Tiphobiosis och familjen Hydrobiosidae. Inga underarter finns listade i Catalogue of Life.